# NGC 7262
NGC 7262 (другие обозначения — PGC 68737, ESO 405-17) — линзообразная галактика (S0) в созвездии Южная Рыба.
Этот объект входит в число перечисленных в оригинальной редакции «Нового общего каталога».